# Abhijit Banerjee
Abhijit Vinayak Banerjee (bengali: অভিজিৎ বিনায়ক বন্দ্যোপাধ্যায়), född 21 februari 1961 i Bombay, är en indisk-amerikansk nationalekonom verksam vid Massachusetts Institute of Technology.
Banerjee tilldelades 2019 Sveriges Riksbanks pris i ekonomisk vetenskap till Alfred Nobels minne tillsammans med Esther Duflo och Michael Kremer för "deras experimentella ansats för att mildra global fattigdom".
Sedan 2015 är han gift med sin kollega Esther Duflo och tillsammans har de två barn.